# Hookeriopsis brachypelma
Hookeriopsis brachypelma är en bladmossart som beskrevs av Brotherus 1907. Hookeriopsis brachypelma ingår i släktet Hookeriopsis och familjen Hookeriaceae. Inga underarter finns listade i Catalogue of Life.